# Никея (издательство)
«Нике́я» — российское издательство религиозной литературы, созданное в 2008 году.

## История
Издательство основали в 2008 году двое прихожан храма Рождества Богородицы в Крылатском, Николай Бреев и Владимир Лучанинов. По словам Владимира Лучанинова: «однажды мы с моим другом Колей Бреевым — сыном протоиерея Георгия Бреева — были в гостях у его сестры Маши, с которой мы тоже дружим. Речь зашла о том, что в светских книжных магазинах вовсе нет интересных православных книг, да и в православном книгоиздании зачастую выходят такие новинки, что хоть стой, хоть падай. И мы ощутили в себе силы что-то изменить, и поняли, что готовы ради этого потрудиться. Безусловно, думали мы и о заработке, но все-таки главным для нас всегда являлась и является идея миссии. Посоветовались с отцом Георгием, и он благословил нас на это нелегкое дело. Вот так потихонечку, безусловно, во многом молитвами отца Георгия, стала зарождаться „Никея“».
По словам Владимира Лучанинова: «Мы с Николаем Бреевым видели проблему в том, что большинство книг, издающихся православными издателями, написаны сложным языком, светскому человеку непонятным. Да и оформление их зачастую не оставляло никакой надежды быть замеченными и принятыми в светском сообществе. А разве не является самой настоящей миссионерской жатвой сфера издательская? Когда мы поняли, что готовы рискнуть, — твердо решили организовать свое издательство, поставив перед собой задачу донести евангельскую истину до современного человека, вывести православную книгу из церковных лавок в широкое книжное пространство». По словам Николая Бреева: «мы нашли свою идею — мы взглянули на православное книгоиздание по-новому, пытаясь понять тех людей, которые либо только-только входят в храм, либо, войдя в церковную ограду, не могут найти качественных изданий и научных трудов о Церкви на современном, понятном им языке. Им и в какой-то степени самим себе мы и хотим помочь, издавая интересные и яркие современные книги. Также есть те, кто никогда не был в храме, но с удовольствием прочитал бы о Православии что-нибудь интересное. Это тоже наш читатель».
По воспоминаниям Николая Бреева: «у нас не было никаких привлечённых средств на издание большого количества книг, мы начали с самого простого — с практики. Взяли доступные нам средства, издали одну книгу, вторую. Первая — естественно молитвослов. Чтобы сразу хорошо стартовать, нужно что-то такое — самое популярное. Мы затратили на первые издания не очень большие деньги, буквально 100 тысяч рублей». Как отмечает Владимир Лучанинов, вскоре «стали появляться люди, которые вдруг вдохновились нашей идеей. Стали находиться авторы, которые на первых порах нам помогали и поддерживали. Я помню, был период — нас тогда в „Никее“ было всего четыре человека, — мы сами записывали интервью, находили авторов, редактировали, корректировали. Коля сам верстал и делал обложки. Я сам готовил от начала и до конца тексты. Потом вместе мы ездили чуть ли не по всей России, продавали эти книги. Это был сложный период».
Для распространения своей продукции первоначально была использована система книгообмена — взаимного обмена между издательствами партий книжных новинок мелким или средним оптом: «Вы звоните в разные издательства и говорите: „Вот у меня есть молитвослов, он стоит столько-то, а я хочу взять какое-то количество ваших книг“. И вы просто обмениваетесь: привозите им свой молитвослов, а у них забираете их книжки. И у вас вместо одной книжки ассортимент из 200 книг». К 2012 году издательство отказалось от книгообмена, так как оно не способствует продвижению качественных изданий. К тому времени издательству удалось проникнуть практически во все ключевых светские магазины: «Товароведы в нас поверили. Они поняли, что христианская книга пользуется спросом». Кроме того, в 2011 году запущен розничный интернет-магазин «Символ», а также проект Клуб читателей издательства «Никея».

## Тематика
Издательство видит свою миссию в том, чтобы «быть помощником современному верующему православному христианину, живущему в активно развивающемся мире. Ключевая задача — передать читателю накопленный тысячелетиями живой духовный опыт христианства. Не меняя сути, передать его в современном контексте, в пересечении с культурой, философией и психологией, так, чтобы этот опыт естественно вошел в нужды современного человека, стал важной частью его жизни». Кроме непосредственного разговора о вере в деятельности издательства выделилось ещё несколько направлений: популярная христианская психология; художественная литература и мемуаристика; детская литература; семейная литература.
Владимир Лучанинов отмечал: «мы не ждём, пока к нам в руки попадет удачная рукопись. Мы видим запросы и потребности современного человека и через создаваемые книги стараемся помочь человеку найти необходимые ответы». Это может происходит так: «беру диктофон и еду к нужному нам автору, заранее согласовав с ним структуру будущей книги и вопросы. В результате, предположим, из 15 бесед получается 15 глав, и книга выходит в свет».
Ежегодно часть тиража направляется для передачи в тюрьмы, больницы и распространяется среди военнослужащих.